# Vadászó Diana-szökőkút (Mexikóváros)
A Vadászó Diana-szökőkút (spanyolul Fuente de la Diana Cazadora, más néven Az északi csillagok íjásznője (spanyolul Flechadora de las estrellas del norte)) egy íját megfeszítő, meztelen nőalakot ábrázoló szoborral díszített szökőkút Mexikóváros egyik legfontosabb útján, a Paseo de la Reformán.

## Története
1942-ben Manuel Ávila Camacho mexikói elnök és Javier Rojo Gómez, Mexikóváros vezetője nagyszabású városszépítési programot indított, melynek egyik fő eleme az volt, hogy forgalmas tereken új, látványos szökőkutakat építettek fel. Ennek a programnak a részeként született meg a Paseo de la Reforma út egyik körterén Az északi csillagok íjásznője névre keresztelt szökőkút is. Elkészítésével Vicente Mendiola építészt és Juan Olaguíbel szobrászművészt bízták meg, akik Diana római istennőt ezúttal nem úgy ábrázolták, hogy vadállatokra vadászik, hanem íjával az eget, a csillagokat célozza meg. A nőalak modellje egy akkor 16 éves, a Petróleos Mexicanos olajcég egyik irodájában dolgozó lány, Helvia Martínez Verdayes volt, aki semmi fizetséget nem kapott azért, hogy hónapokig meztelenül pózolt a szobrász előtt. Az öntőforma 1942 áprilisától szeptemberig készült, végül a bronzba öntésre szeptemberben került sor.
A szökőkutat 1942. október 10-én avatták fel. Az emberek köreiben rögtön ellentmondásos érzelmeket keltett: sokan szerették, sokan, például katolikus szervezetek viszont felháborodásukat fejezték ki amiatt, hogy a nőalak testét semmilyen ruha nem fedi. Egyéves tiltakozásuk eredményeképpen Olaguíbel beleegyezett, hogy bronzból egy alsóneműt készít a szoborra, amelyet azonban mindössze három helyen erősített rá, számítva arra, hogy később esetleg mégis el kell vagy el lehet távolítani. Több évtized telt el, mire a körülmények megváltoztak: az 1968-as mexikói olimpia ünnepségeit kihasználva az akkori városvezető, Alfonso Corona del Rosal a szobrász kérelmére engedélyezte a „ruha” levételét a szoborról. A művelet során azonban a szobor kisebb károkat szenvedett, ezért úgy döntöttek, öntenek egy teljesen újat, a régit pedig 1970-ben Rosal saját szülővárosában, Ixmiquilpanban állíttatta fel, ahol azóta is látható.
1974-ben a Mexikóváros belvárosát övező körút, a Circuito Interior építési munkái miatt a szobrot áthelyezték az Ariel parkba, egy szem elől jóval rejtettebb helyre, a mai Torre Mayor helye mellé. 1987-ben művészek és értelmiségiek egy csoportja követelni kezdte a szobor áthelyezését eredeti helyére, ezt pedig egyre többen támogatták, így 1992. október 5-én meg is történt a visszahelyezés.

## Képek

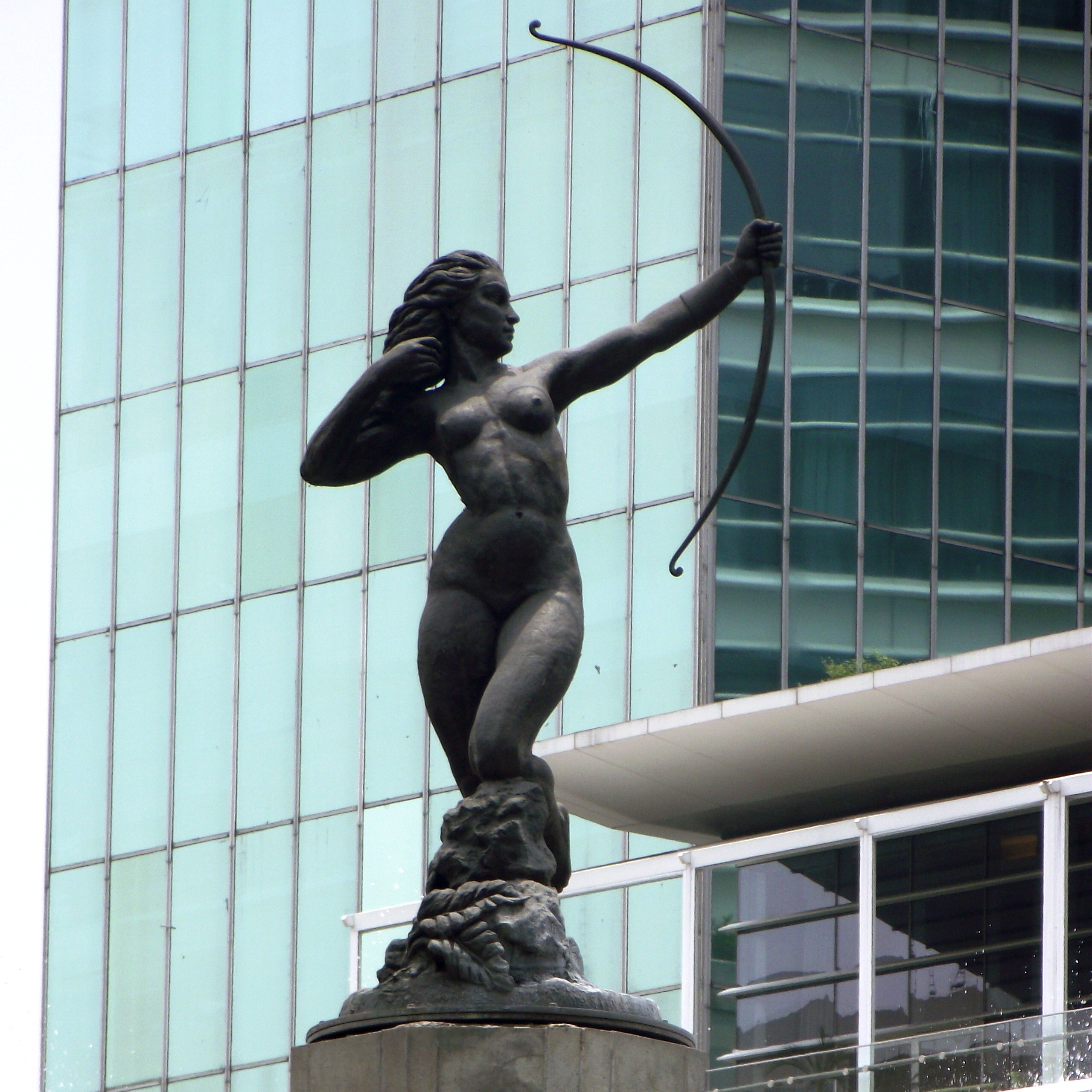
A szobor közelről
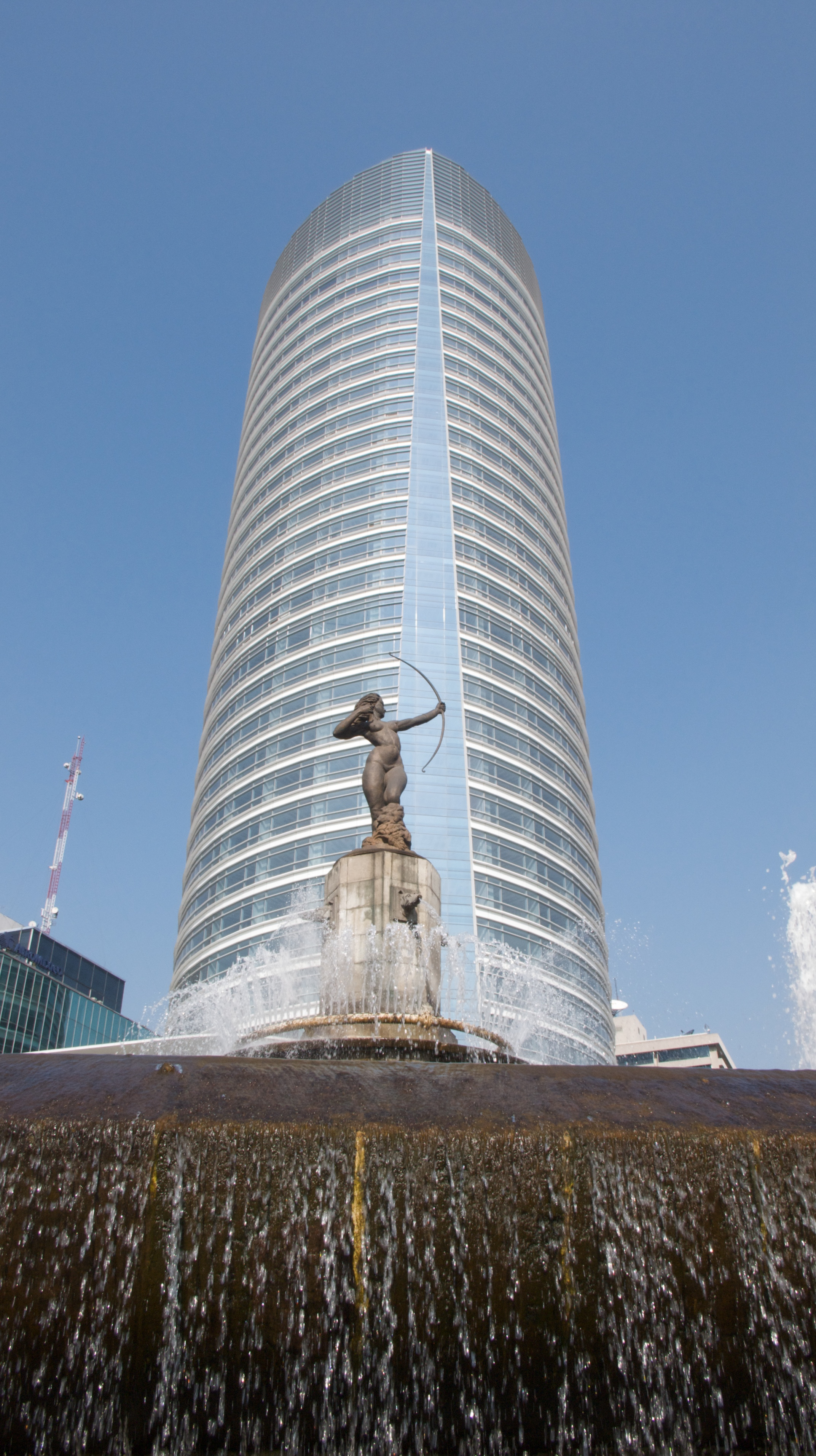
A szobor, háttérben a Torre Libertad
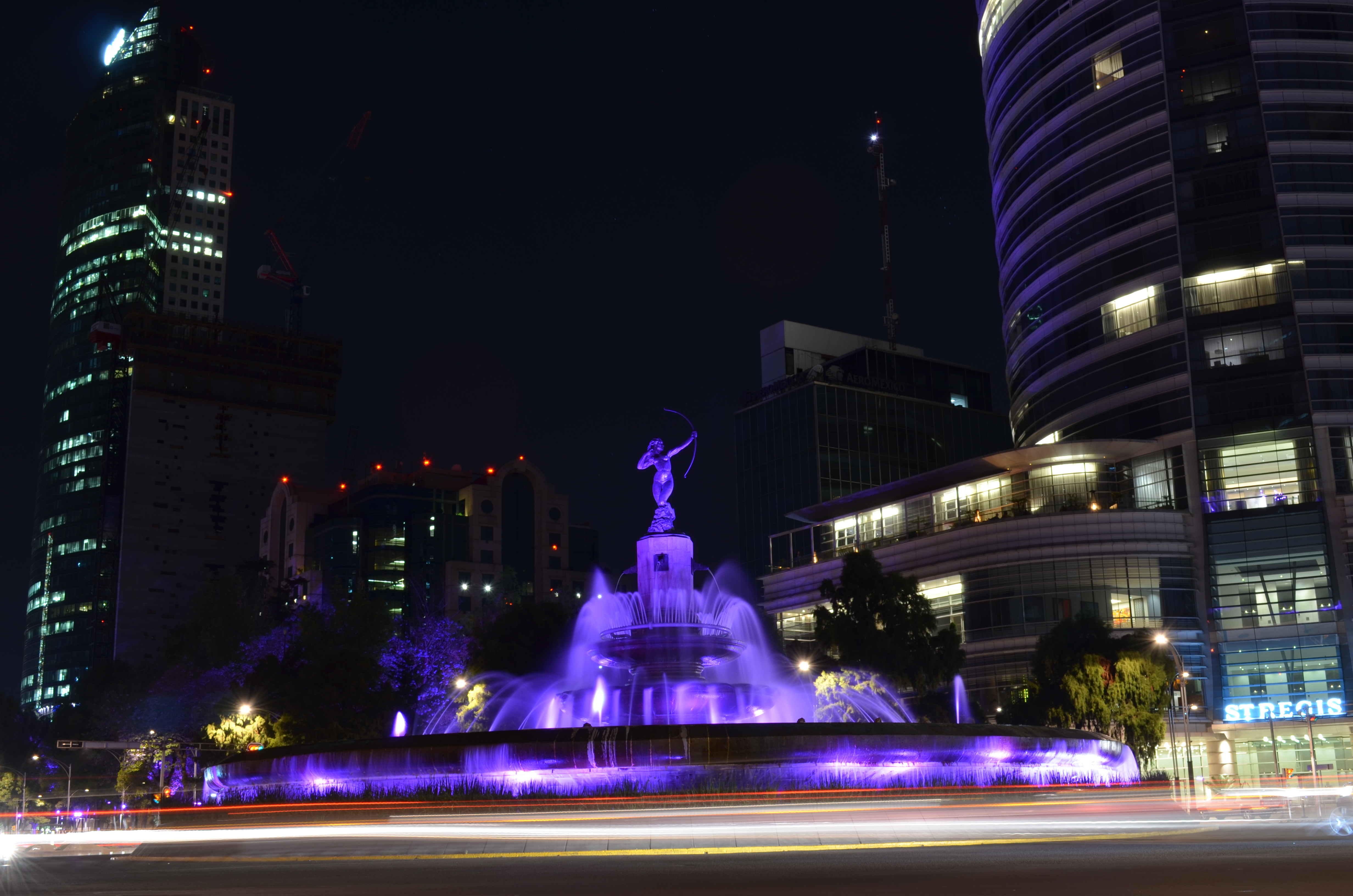
Éjszakai díszkivilágításban
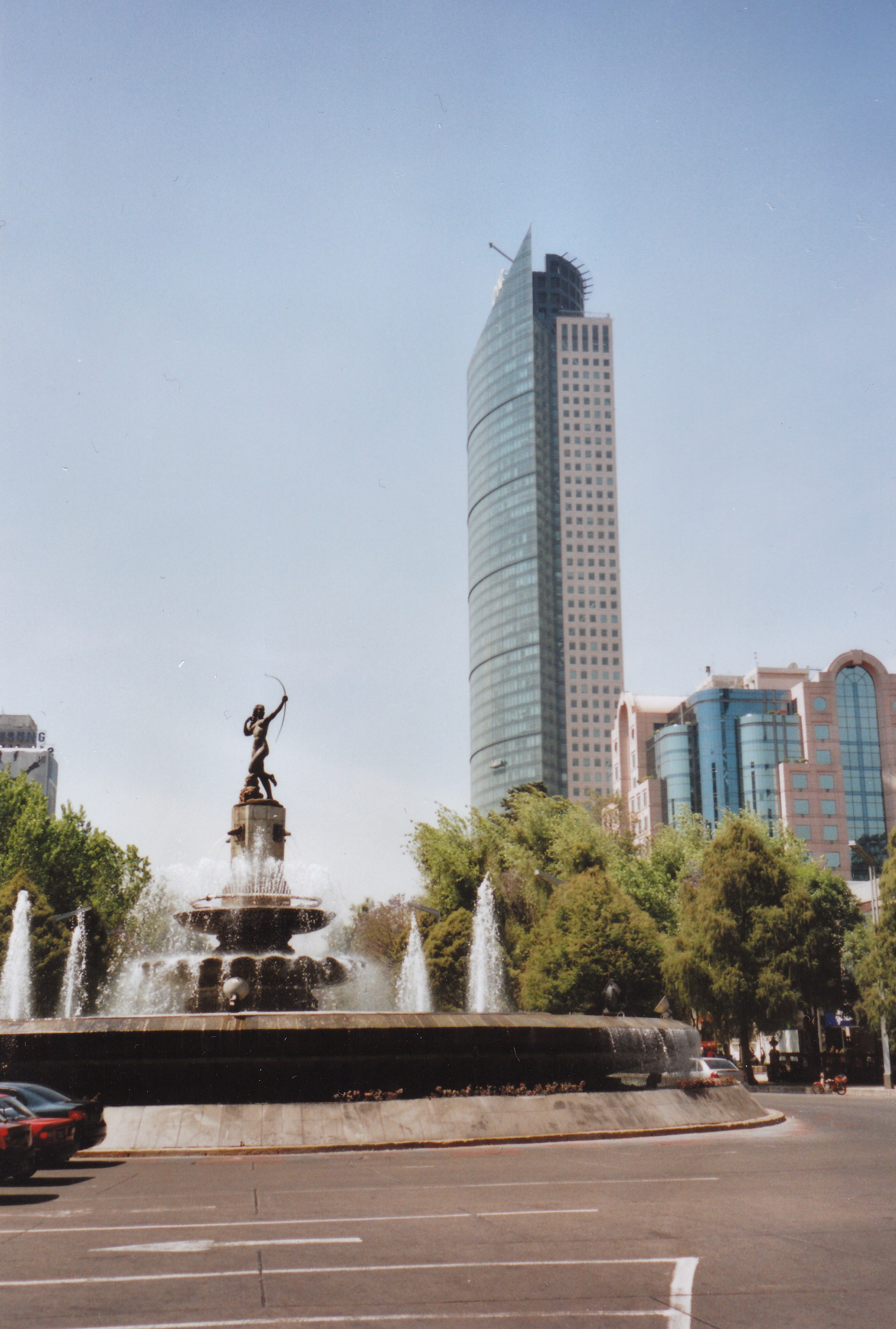
A szökőkút és a Torre Mayor